# Sierra Leone aux Jeux paralympiques
La Sierra Leone a participé pour la première fois aux Jeux paralympiques aux Jeux paralympiques d'été de 1996 à Atlanta et n'a remporté aucune médaille depuis son entrée en lice dans la compétition.   